# De zwaardvis
 De zwaardvis  is het boekenweekgeschenk van 1989, geschreven door Hugo Claus. Het kwam uit in maart 1989, op de eerste dag van de Boekenweek, die dat jaar als motto hanteerde "Boek en Film". De auteur beperkt zich tot het schrijven van een novelle in niet chronologische volgorde over de gebeurtenissen in een fictief Vlaams dorp Zavelgem.

## Samenvatting
De vier hoofdpersonen zijn:
- Sibylle Verheggen, tot voor 8 maanden Sibylle Ghyselen. Ze woont in Zavelgem op een totaal verbouwde boerderij op bijna 2 hectare grond. Haar man is sinds 8 maanden zijn huis ontvlucht en stuurt maandelijks contant geld.
- Maarten Ghyselen. Zoon van Sibylle en Gerard. Hij woont bij zijn moeder op de boerderij en zal ongeveer 8 jaar oud zijn. Hij maakt de nog de voor die leeftijd kenmerkende fouten met moeilijke woorden.[1] Omdat Christenen vissen zijn heeft hij besloten dat Jezus de edelste vis is, de zwaardvis.
- Richard Robion een 44-jarige veroordeelde veearts. Waarschijnlijk uit het ambt gezet wegens illegale abortussen. Hij repareert in een voortdurende staat van alcoholverslaving het dak en doet klusjes rond de boerderij van Sibylle. Hij woont samen met een eveneens aan lager wal geraakte Julia.
- Willy Goossens, de hoofdonderwijzer van Zavelgem, getrouwd met Liliane. Hij componeerde zijn Opus 1 en wil dat laten uitvoeren in het Cultuurweekend. De titel luidt: “Cybele”.

Maarten is op school een buitenbeentje want hij mag van zijn heidense ouders als enige de godsdienstlessen van meneer pastoor niet volgen. De Staat zorgt dan ook dat hij privéles krijgt in maatschappijleer. Maar hij voelt zich meer aangetrokken tot juffrouw Dora die hem het boek van kanunnik Versijp geeft met de titel: “Jezus als mens”. Hij is ervan overtuigd dat God op zijn videoschermen alles ziet. Maarten loopt rond de boerderij met een houten kruis, dat Richard voor hem heeft getimmerd, het lijden van Jezus na te spelen. Nadat hij zich te buiten is gegaan aan matse met suiker en boter moet hij overgeven. Aan zijn  moeder vertelt hij dat hij dit Jodenvoedsel niet kan binnenhouden omdat de Joden Jezus hebben vermoord.
Moeder Sibylle gaat bij een verbaasde hoofdonderwijzer verhaal halen over deze plotselinge Jodenhaat van haar zoon. Willy begrijpt er niet veel van omdat Maarten juist is uitgesloten van de godsdienstlessen, maar wellicht wordt er op de speelplaats gekletst. Hij nodigt volgaarne Sibylle uit voor de repetitie van zijn Cybele.
Intussen wordt Maarten opgesloten door Richard in het oude konijnenhok op bevel van oma, maar die is daar weer minder gerust op als die twee het samen goed kunnen vinden in dat verblijf. ’s Avonds saboteert Maarten uit wraak met suiker in de benzine de auto van zijn moeder, die daardoor met haar BMW niet op de repetitie kan geraken. Op zijn Solex gaat Willy na de repetitie poolshoogte nemen op de boerderij en wordt door Sibylle uitgenodigd in het verlaten privédomein van haar man. Ze bedrijven de liefde, hetgeen de toevallig dronken passerende Richard door de gordijnen gadeslaat. Thuisgekomen bij Julia heeft hij dronken en wel voor het eerst sinds jaren weer goesting. Als Julia hem daarover kleineert, slaan de stoppen definitief door bij Richard en hij mishandelt haar.
Gedurende het boek wordt Richard op het politiebureau ondervraagd door agent Lippens en zijn commissaris. Uiteindelijk bekent Richard min of meer aan het eind hoe het gegaan is. Voor hij dronken in slaap viel bloedde en leefde Julia echter nog. De lezer is dan ook al te weten gekomen waarom Gerard is verdwenen. Ook hij was op een avond dronken van de champagne en hij werd door Sibylle voor de grap maar ook wegens zijn onafbreekbare arrogantie omgekleed tot een vrouwelijke SM-slaaf. Gerard schrok zo erg van zijn metamorfose in de spiegel dat hij zijn fantasierijke echtgenote ontvluchtte wegens dit ene incident.